# Bezen Kadoudal
Bezenn Kadoudal (Milícia Cadoudal) fou una unitat armada bretona constituïda per Célestin Lainé en novembre de 1943, d'antuvi amb el nom de Compagnie Bretonne en guerre contre la France, per tal d'organitzar una força de xoc més nacionalista i que pogués lluitar tant contra els maquis francesos com contra els enemics del Tercer Reich. La meitat dels efectius del Kadervenn (una dotzena d'efectius) en passaren a ser membres. Degut al rebuig que provocaren entre els nacionalistes del Partit Nacional Bretó, poc després canvià el nom pel de Bezen Perrot.